# IC 1328
IC 1328 је спирална галаксија у сазвјежђу Јарац која се налази на листи објеката дубоког неба у Индекс каталогу.
Деклинација објекта је - 19° 37' 59" а ректасцензија 20h 41m 57,0s. Привидна величина (магнитуда) објекта IC 1328 износи 14,1 а фотографска магнитуда 14,8. IC 1328 је још познат и под ознакама ESO 597-28, MCG -3-52-23, IRAS 20390-1948, PGC 65217.